# Cúmulo globular M10
El Cúmulo globular M10 (también conocido como Objeto Messier 10, Messier 10, M10 o NGC 6254) es un cúmulo globular de la constelación de Ofiuco. Fue descubierto por Charles Messier el 29 de mayo de 1764 y lo definió como una "nebulosa sin estrellas". Haciendo uso de instrumentación más grande y precisa, el astrónomo alemán William Herschel pudo resolver esta agrupación estelar y descubrir que era un cúmulo de estrellas individuales, el cual describió como "un hermoso conjunto de estrellas comprimidas entre sí". Harlow Shapley fue el primero que estableció los primeros cálculos aproximados de distancia de M10 estimándolo a unos 33 000 años luz; una distancia mucho mayor que la calculada actualmente, unos 14 300 años luz. 
M10 pertenece a la clase VII en la clasificación de concentración de Shapley-Sawyer.
Debido a que las estrellas binarias son más masivas que las estrellas individuales, tienden a situarse al interior del cúmulo. En consecuencia, la región central contiene una concentración de estrellas rezagadas azules, la mayoría formadas hace entre 2 y 5 mil millones de años. Esta región central posee una densidad de 3,8 masas solares por parsec cúbico. 
Su magnitud conjunta en banda V (filtro verde) es igual a la 6.4; su tipo espectral es F3: fotográficamente se aprecia de color dorado debido a la gran cantidad de estrellas gigantes rojas (de color amarillento o anaranjado) que contiene.
De su velocidad radial, 75.4 km/s, se deduce que se aleja de la Tierra a más 271 440 km/h: esta velocidad está originada por la combinación de su velocidad orbital alrededor del núcleo de la Vía Láctea, además de la velocidad propia del Sol y de la Tierra.
Es un cúmulo globular muy pobre en variables: desde el año 2006, sólo se han catalogado 4 estrellas variables en su núcleo .